# Пружний режим нафтового покладу
Пружний режим нафтового покладу — режим, при якому має місце перевищення пластового тиску рп, точніше тиску в усіх точках пласта, над тиском насичення нафти газом рн. При цьому вибійний тиск рв не менший за тиск насичення: рв ≥ рн. Нафта перебуває в однофазному стані. Приплив нафти до свердловин відбувається за рахунок енергії пружності (пружного розширення) нафти, зв'язаної води і породи. При зменшенні тиску збільшується об'єм нафти і зв'язаної води, зменшується об'єм пор чи тріщин, а відповідний об'єм нафти надходить у свердловини. У міру розширення депресійних лійок пружний режим переходить в один із своїх різновидів — у замкненопружний режим, коли поклад обмежений, або в пружноводонапірний режим, коли поклад необмежений і оточений законтурною водою. В останньому випадку проявляється також енергія пружного розширення води і порід водоносної області та енергія напору крайових вод водоносної області.
На початку проявлення пружного режиму значно знижується тиск за сталого відбирання нафти (або знижується поточний дебіт за сталого вибійного тиску). У разі переходу в пружноводонапірний режим темп зменшення вибійного тиску (чи дебіту) сповільнюється, а за посилення ролі енергії напору води вибійний тиск (чи дебіт) може стабілізуватися, тобто пружний режим перейде у водонапірний.
Експлуатаційний газовий фактор залишається незмінним на рівні газонасиченості (газовмісту) нафти. У міру того, як нафта буде заміщатися водою в разі пружноводонапірного режиму, в продукції свердловин появиться вода і зростатиме обводненість продукції.